# Denté à gros yeux
Dentex macrophthalmus
Espèce
Statut de conservation UICN

 LC  : Préoccupation mineure
Le denté à gros yeux (Dentex macrophthalmus) est un poisson. Ses autres noms vernaculaires sont Large-eye dentex en anglais et Cachucho en espagnol.

## Morphologie
Son corps est ovale et comprimé, le profil de la tête régulièrement incliné à partir de la nuque, l'œil très grand (son diamètre est plus grand que la longueur du museau) avec un espace sous-orbitaire très étroit. Narine postérieure arrondie; joues écailleuses, pré-opercule écailleux sauf sur son bord postérieur, bouche basse, inclinée. Il possède plusieurs rangées de dents caniniformes, la rangée externe est la plus forte, avec, à la mâchoire supérieure, 4 dents antérieures très développées, visibles quand la bouche est fermée, et, à la mâchoire inférieure, 10 petites canines antérieures nettement moins fortes que les supérieures. Il a 17 à 20 branchiospines inférieures, 9 à 12 supérieures sur le premier arc branchial. Sa nageoire dorsale a 11 ou 12 épines de longueur croissante jusqu'à la quatrième ou cinquième, les suivantes subégales, et 10 ou 11 rayons mous, et sa nageoire anale à 3 épines et 8 rayons mous. Écailles de la ligne latérale : 49 à 55.
La coloration du corps et des nageoires est rougeâtre, tandis que sa ligne latérale est rouge plus vif. Dorsale épineuse à base blanchâtre; anale lisérée de blanc; bord inférieur de la pointe de la caudale blanc; coloration plus intense au moment de la reproduction.
Sa taille moyenne est de 15 à 25 cm, et peut atteindre 65 cm.

## Habitat et biologie
Le denté à gros yeux est un poisson démersal sur fonds rocheux, vaseux et sablo-vaseux ; il vit de 20 à 250 m, s'enfonçant progressivement et s'éloignant de la côte au fur et à mesure qu'il grandit. Ils effectuent des déplacements saisonniers vers la côte et le large suivant les conditions hydrologiques locales et le cycle biologique. La reproduction se passe en avril-mai (sud de l'aire) juillet-août (mer Égée), hiver (Méditerranée occidentale). Il atteint sa maturité à 2 ans (environ 24 cm). Les adultes sont carnivores (surtout de poissons et crustacés), tandis que les jeunes sont planctonophages. On le trouve également dans l'Atlantique est, du Portugal à la Namibie.

## Pêche et utilisation
Prises accessoires de la pêche semi-industrielle (Sicile, Mer Adriatique, Chypre) et pêche artisanale et sportive. En 1983, 808 t en Grèce (statistiques FAO). Engins : chaluts, filets maillants et palangres de fond, lignes à main, nasses.
Il est régulièrement présent sur la plupart des marchés, occasionnellement en Tunisie et Palestine, rarement en Égypte, il est commercialisé frais, réfrigéré et congelé.

## Sources
- FishBase